# Rinorea beniensis
Rinorea beniensis är en violväxtart som beskrevs av Adolf Engler. Rinorea beniensis ingår i släktet Rinorea och familjen violväxter. Inga underarter finns listade i Catalogue of Life.